# Duga Poljana, Gadžin Han
Duga Poljana (izvirno srbsko Дуга Пољана) je naselje v Srbiji, ki upravno spada pod Občino Gadžin Han; slednja pa je del Niškega upravnega okraja.

## Demografija
V naselju živi 59 polnoletnih prebivalcev, pri čemer je njihova povprečna starost 63,4 let (64,2 pri moških in 62,6 pri ženskah). Naselje ima 34 gospodinjstev, pri čemer je povprečno število članov na gospodinjstvo 1,76.
To naselje je, glede na rezultate popisa iz leta 2002, večinoma srbsko, a v času zadnjih treh popisov je opazno zmanjšanje števila prebivalcev.
|  |

| Demografija | Demografija     | Demografija     |
| Leto        | Št. prebivalcev | Št. prebivalcev |
| ----------- | --------------- | --------------- |
|             |                 |                 |
|             |                 |                 |
|             |                 |                 |
|             |                 |                 |
| 1948        | 340             |                 |
| 1953        | 341             |                 |
| 1961        | 247             |                 |
| 1971        | 139             |                 |
| 1981        | 97              |                 |
| 1991        | 63              | 63              |
| 2002        | 60              | 60              |
|             |                 |                 |

| Etnična sestava po popisu iz leta 2002 | Etnična sestava po popisu iz leta 2002 | Etnična sestava po popisu iz leta 2002 | Etnična sestava po popisu iz leta 2002 | Etnična sestava po popisu iz leta 2002 |
| -------------------------------------- | -------------------------------------- | -------------------------------------- | -------------------------------------- | -------------------------------------- |
| Srbi                                   | Srbi                                   |                                        | 59                                     | 98,33%                                 |
| Neznano                                | Neznano                                |                                        | 0                                      | 0,0%                                   |